# Dominique de Bonzi
Dominique de Bonzi, né v. 1591 et mort le 30 avril 1621, est un prélat français du XVIIe siècle . Il est le fils du comte Pierre de Bonzi, et de Lucrèce de Manelli, le frère de Thomas et Clément de Bonsi, évêques de Béziers et le neveu du cardinal de Bonzi.

## Biographie
Dominique de Bonzi est  évêque in partibus de Césarée-en-Cappadoce (de), et coadjuteur de son oncle, évêque de Béziers, Jean de Bonsi  à partir de 1615. Encore jeune, il est conseiller et premier aumônier de la reine-mère  Marie de Médicis.